# Шаламай, Григорий Мартынович
Григорий Мартынович Шаламай (11 марта 1954, Доротичи, Ровненская область) — советский футболист, полузащитник. Украинский тренер.
Воспитанник группы подготовки «Локомотива» Сарны, тренер А. Мамыкин. Начинал играть за «Локомотив» в 1970—1971 годах в чемпионате Ровненской области. Армейскую службу проходил в ГДР, где играл за сборную ГСВГ и «Мотор» Хеннигсдорф. В СССР играл за команду второй лиги «Авангард» Ровно (1976—1979, 1983—1986). В 1980—1983 годах за одесский «Черноморец» провёл в высшей лиге 101 матч, забил 9 голов. В сезонах 1993/94 — 1994/95 играл за любительский украинский клуб «Сельмаш» Ковель.
Тренировал любительский «Сокол» Радивилов. С 2000 по октябрь 2003 — главный тренер «Вереса» Ровно. В 2004—2008, 2013—1015 — главный тренер любительского клуба ОДЕК Оржев, в 2008—2013 — спортивный директор клуба. Затем — тренер юношеской команды ФК ОДЕК.